# Donna distesa in un paesaggio
Donna distesa in un paesaggio è un dipinto olio su tela di Giovanni Cariani realizzato probabilmente tra il 1520 e il 1522 e conservato nella pinacoteca del Gemäldegalerie di Berlino.

## Storia
Come per altri lavori del Cariani, difficile e controversa è stata l'assegnazione dell'opera, in passato attribuita, fra gli altri, al Giorgione e a Morto da Feltre. 
Del 1899 è l'attribuzione, subito contestata, a Cariani da parte di Bernard Berenson; la discussione del 1981 indica come possibile autore Sebastiano del Piombo fino a considerare come unico possibile autore il bergamasco, cui l'opera è sicuramente assegnata.
Difficile anche la datazione che vede la tela inserita a volte nel periodo giovanile veneziano dell'artista, mentre, contrariamente, alcune caratteristiche del dipinto lo collocano nel primo periodo bergamasco.
Il dipinto risulta proveniente dal Castello di Berlino e trasferito al Kaiser Friedrich Museum nel 1829.

## Descrizione
La tela presenta in primo piano, distesa in un prato e appoggiata a un cuscino bianco e orlato, una donna che guarda l'osservatore, immettendolo direttamente nella scena. La donna indossa un drappo rosso che l'avvolge lasciandole scoperto il seno. Anche il cagnolino bianco che le è accanto ha lo sguardo rivolto all'osservatore. Il paesaggio che ospita la donna rappresenta diverse situazioni: a destra una città turrita in preda a un incendio il cui fumo si spande nell'intera parte superiore del dipinto, oscurando il cielo. Nella sezione centrale ha origine un fiume che attraversa la tela e sulle cui sponde sono quattro uomini a cavallo vestiti all'orientale.
Le scene non sembrano identificate in alcuna origine letteraria, e il quadro è probabilmente da ascrivere alle fantasie poetiche, molto frequenti in ambito veneziano, derivate dalla pittura di Giorgione.
Il dipinto presenta la medesima pienezza di modellato della pala di San Gottardo di Cariani, e, in particolare, i tratti del drappeggio lungo la gamba, con le linee secche che dividono le pieghe, sono riconducibili ai Gentiluomini e cortigiane e all'abito del Ritratto di Francesco Albani, rendendo indiscussa l'attribuzione della tela all'artista.